# Jan Václav Voříšek
Jan Václav Hugo Voříšek o Worzischek (Vamberk, Bohèmia, 11 de maig, 1791 – Viena, Àustria, 19 de novembre, 1825) fou un compositor i pianista txec-austríac.
Deixeble de Tomášek, a Viena, destacà com a pianista i compositor, sent també molt elogiat com a director d'orquestra. Fou el primer concertmeister de la Societat d'Amics de la Música a Viena, el 1818, i el 1823 i 1824 primer organista de la Capella Reial.
Entre les seves obres: simfonies, cors, amb orquestra, peces de concert per a piano i instruments de corda, etc.., mereixen especial menció una sonata per a piano, que va compondre el 1821 com a demostració de la seva germanor espiritual amb Beethoven; uns Lyrischen Klavierstücke i un quadern d'Impromptus, en els que hi apareix Worzischek com a digne precursor de Schubert en els seus Impromptus i Moments musicals.
Entre els seus alumnes si conta Johann Vesque von Püttlingen (1803-1883).